# Breg
Pour les articles homonymes, voir Breg (homonymie).
La Breg est un ruisseau du Bade-Wurtemberg en Allemagne. Après sa confluence avec la Brigach, elle change de nom et devient le Danube.

## Géographie
La Breg prend sa source à 1 078 m d'altitude dans le massif de la Forêt-Noire près de Furtwangen im Schwarzwald. Sa source, qui se trouve dans un site naturel, est l'une des sources du Danube, et la plus éloignée de l'embouchure du fleuve (la Brigach, avec qui elle forme le Danube, est légèrement plus courte). Elle se situe à une centaine de mètres de la ligne de partage des eaux entre Rhin et Danube : à seulement 200 mètres de là se trouve la source d'un autre ruisseau, l'Elz, dont les eaux rejoignent, par le Rhin, la mer du Nord.
Après un cours de 49 km, la Breg rejoint la Brigach à Donaueschingen, début du grand fleuve qui parcourt toute l'Europe avant de se jeter dans la mer Noire.
Le bassin versant de la Breg couvre une superficie de 291,2 km2.